# Terra della Regina Elisabetta

Mappa del Territorio Antartico Britannico; in blu, la terra della Regina Elisabetta

La Terra della Regina Elisabetta è la parte del Territorio Antartico Britannico che si estende dal Mare di Weddell al Polo Sud. Il territorio era senza nome fino al 18 dicembre 2012.

## Storia
In occasione di una visita della Regina Elisabetta al Foreign Office a Londra, il 18 dicembre 2012, fu annunciato che una superficie di 169.000 miglia quadrate (437.000 km quadrati) del Territorio Antartico Britannico sarebbe stata battezzata Terra della Regina Elisabetta. Il ministro degli esteri britannico, William Hague, ha detto che la denominazione era "un giusto tributo a Sua Maestà, alla fine dell'anno del Giubileo di Diamante".

## Descrizione
Le 169.000 miglia quadrate della Terra della Regina Elisabetta sono circa il doppio del Regno Unito ed è essenzialmente un segmento triangolare di Antartide, con al vertice il Polo Sud. È delimitata sul lato nord dal Filchner-Ronne Ice Shelf, a nord-est dalla Terra di Coats, a est dalla Terra della Regina Maud, e si estende sul lato ovest di una linea tra il Polo Sud e il flusso di ghiaccio Rutford, a est della Constellation Inlet.